# Metidatió
El metidatió (de nom sistemàtic IUPAC: S-2,3-dihidro-5-metoxi-2-oxo-1,3,4-tiadizol-3-ilmetil O,O-dimetil fosforoditioat) és un insecticida i acaricida del grup dels organofosforats sintetitzat per primer cop per H. Grob. i comercialitzat per primer cop per J. R. Geigi S.A., actualment Syngenta AG.

## Acció bioquímica
Es tracta d'un insecticida organofosforat no sistèmic que actua com a inhibidor de les colinesterases dels insectes, enzims responsables de la hidròlisi del neurotransmissor acetilcolina.

## Utilitats
Aquest insecticida s'utilitza en la majoria de cultius de plantes aptes par al consum humà per tal de controlar insecters xucladors i mastegadors, així com alguns aràcnids, a concentracions que oscil·len entre els 0.3 i 1.8 kg/ha.

## Riscos

### Impacte ambiental

#### Animals
El metidatió és ràpidament metabolitzat i excretat pels mamífers.

#### Plantes
En les plantes, el metabolisme també és ràpid i els metabolits produïts són ràpidament oxidats a CO₂.

#### Sòls
El compost es degrada ràpidament en sòls per acció química, fotoquímica i biològica, mostrant un temps de degradació, DT50 d'entre 3 i 18 dies. El seu curt temps de residència en el sòl permet la reimmigració d'espècies des de parts que no hagin estat tractades.

### Toxicitat

#### Toxicitat en mamífers
La dosi letal mitjana (LD50) administrada oralment en rates és d'entre 25 i 54 mg/kg, 25-70 en ratolins, 63-80 en conills i 25 en porcs (tots els valors referits a mascles i femelles). Els conills mostren una LD50 per via tòpica de 200 mg/kg. La concentració letal mitjana LC50 inhalada és de 140 mg/m³ d'aire.
Voluntaris humans han arribat a tolerar dosis orals diàries de 0.11mg/kg sense reacció durant 42 dies. En un experiment anàleg, rates han tolerat 0.2mg/kg diaris i gossos 0.25.

#### Toxicitat en peixos
La Truita arc de Sant Martí experimenta una LC50 de 0.01 mg/L al cap de 96 hores, mentre que altres tipus de peixos experimenten LC50 de 0.002mg/L.

#### Toxicitat en aus
Els ànecs presenten una LD50 'entre 23.6 i 28 mg/kg, mentre que en el cas de les guatlles és de 224 ppm.

#### Altres
Extremadament tòxic per a les abelles (LD50 oral 190 ng i per via tòpica 150 ng). Per cucs de terra, la LC50 és de 5.6 mg/kg de sòl. Aquest insecticida també és perjudicial per a molts artròpodes.